# Rue des Blancs-Manteaux (chanson)
Pour les articles homonymes, voir Blancs-Manteaux.
Rue des Blancs-Manteaux est une chanson écrite par Jean-Paul Sartre sur une musique de Joseph Kosma.

## Genèse, succès et postérité
Chanson écrite et composée à l'origine par Jean-Paul Sartre pour le personnage d'Inès de sa pièce de théâtre Huis clos créée en 1944, elle évoque la mise en place des outils de la peine de mort, à savoir l'échafaud et le bourreau. Référence à la Révolution française et dénonciation de la peine capitale par Sartre.
Remaniée, c'est sur une musique composée par Joseph Kosma que cette chanson est enregistrée en 78 tours le 30 juin 1950 par la jeune Juliette Gréco,, un « cadeau » que lui fait Jean-Paul Sartre pour constituer son répertoire de chanteuse-débutante : « Je vous fais un cadeau, c'est une chanson que j'ai écrite pour Huis clos, paroles et musique. La musique ne me plaît pas ». À sa sortie en novembre 1950, le disque n'est pas un gros succès de vente. Il faut attendre l'avènement du 45 tours pour que cette chanson et les deux autres (Si tu t'imagines et La Fourmi) qui figuraient sur le 78 tours soient rééditées en masse en avril 1963 sur un 45 tours EP augmenté d'un morceau instrumental (Saint-Germain Dance) composé par Claude Luter et interprété par Jean-Claude Pelletier et son orchestre (disque Trianon ETS4401).  
La chanson acquiert sa notoriété au fil des ans grâce, notamment, à l'interprétation qu'en font Les Frères Jacques et aux rééditions de l'enregistrement historique de Juliette Gréco sur différentes compilations ainsi qu'au réenregistrement qu'elle en effectue pour le label Philips le 20 février 1962 (enregistrement commercialisé qu'en octobre 1968 sur la compilation Si tu t'imagines, 33 tours Philips 844.793 BY). 
Juliette Gréco l'interprète en public lors de l'exceptionnel tour de chant qu'elle donne avec Georges Brassens du 16 septembre au 23 octobre 1966 dans la grande salle du TNP-Palais de Chaillot. 
Ensuite, en 1982, elle enregistre à nouveau cette chanson pour son anthologie en 3 volumes 33 tours produite par les disques Meys (volume 1, Juliette Gréco : Si tu t'imagines/Les Feuilles mortes paru en janvier 1983).
L'avènement du CD et de l'ère numérique contribue à populariser cette chanson. 
Cette chanson — ainsi que Sartre et Gréco — sont mentionnés dans le titre Juliette Gréco, une création slamée d'Abd al Malik (en collaboration avec Laurent Garnier et  Bilal Al Aswad, frère ainé d'Abd al Malik), treizième et dernière œuvre de l'album Scarifications sorti en 2015 : « Quand la rue à Françoise Sagan m'est proche / Saint-Germain-des-Prés a pris des allures de Neuhof / Fort heureusement, le pera fut pour moi comme pour elle fut Jean-Paul Sartre / C'est finalement normal que Gibraltar soit devenu légendaire comme la Rue des Blancs-Manteaux / Juliette Gréco […] ».